# Invaze na Sicílii
Spojenecká Invaze na Sicílii (krycí název Operace „Husky“) začala 9. července 1943 a způsobila vyklizení jednotek Osy z celého ostrova.

## Hledání dalšího postupu Spojenců

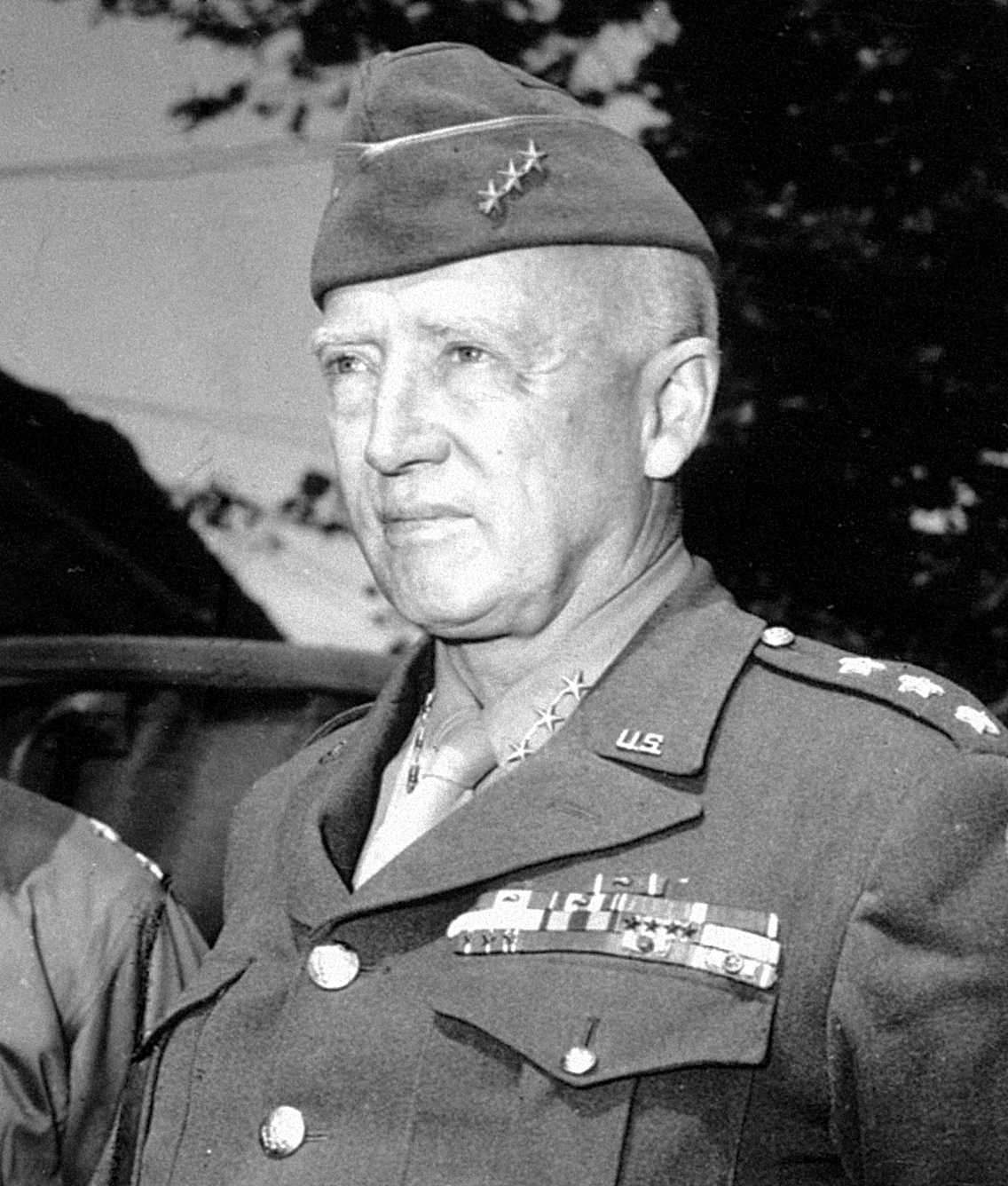
George S. Patton, velitel americké 7. armády, která jako první dosáhla Messiny

Ve dnech 14. – 24. ledna 1943 se v Casablance sešly generální štáby Velké Británie a USA, aby prodiskutovaly, kde budou pokračovat další akce Spojenců. Jednání se účastnili i Roosevelt s Churchillem, ale nezasahovali do jednání přímo. Plánování nechali na generálních štábech a sami si nechali až poslední slovo.
Zatímco Britové se domnívali, že by se mělo využít co nejrychleji vítězství v severní Africe k invazi na Apeninský poloostrov, Američané se chtěli vrátit k plánu invaze přes kanál La Manche do Francie a k otevření druhé fronty ve Francii.
Churchill měl svůj vlastní plán, který hodlal prosadit i přes počáteční odpor Američanů. Hodlal zaútočit na Itálii, vyšachovat ji ze hry, dostat se na Balkán a odsud po ose Bělehrad – Varšava až do Německa. O proveditelnosti tohoto plánu bylo nutné přesvědčit hlavně zapřisáhlého odpůrce italského tažení generála Marshalla.
Marshall totiž tvrdil, že operace v severní Africe jsou jen podružné a Spojenci musí napnout veškeré úsilí k otevření druhé fronty v západní Evropě. Churchill si na druhou stranu uvědomoval, že k invazi přes La-Manche ještě nejsou spojenecká vojska připravena.
Nakonec se všichni shodli na tom, že po skončení afrického tažení nemohou spojenecká vojska zůstat v nečinnosti a musí dojít k jejich nasazení do boje. Otázkou zůstávalo kde.
Ve hře byly dvě varianty ve Středomoří.
První byl útok na Sicílii. Ve prospěch tohoto návrhu mluvilo, že po jejím dobytí by byla uspíšena kapitulace fašistické Itálie a silám Osy by bylo znemožněno útočit na spojenecké loďstvo v úžině mezi Sicílií a Tuniskem.
Druhou variantou bylo obsazení ostrovů Sardinie a Korsika, čímž by si Spojenci vytvořili skvělé základny pro invazi do pevninské Itálie nebo do jižní Francie. Navíc by se výrazně zlepšila možnost bombardování jižního Německa.
Generální štáby se nakonec vyslovily pro obsazení Sicílie. Vrchním velitelem spojeneckých vojsk byl opět jmenován generál Dwight David Eisenhower. Výsadek měl být proveden v červenci 1943. Celá operace dostala krycí název „Husky“.
V dubnu 1943 proběhla velmi úspěšná tajná Operace Mincemeat. Jejím cílem bylo přesvědčit německé velení, že spojenci zaútočí právě na Sardinii a také Řecko. Operace tak vedla k rozptýlení německých sil a slabší obraně Sicílie.

## Plánování
Plán pro invazi na Sicílii začal být sestavován už v únoru 1943, tedy v době, kdy ještě nebylo jisté, kdy a jak skončí boje v severní Africe. Jelikož na Sicílii byla silná posádka, bylo nutné do počáteční fáze operace nasadit minimálně 6 divizí. Počátkem jara 1943 bylo konečně stanoveno datum operace a síly, s kterými mohou velitelé středomořské oblasti počítat. Invaze měla proběhnout začátkem července a měly se jí zúčastnit britská 8. a americká 7. armáda, sdružené do 15. skupiny armád pod velením britského generála Harolda Alexandra. Celkem tato skupina armád měla 13 divizí, 3 samostatné brigády, 3 oddíly „commandos“ a 3 prapory „Rangers“, což dohromady bylo 478 tisíc mužů, z toho 250 tisíc Britů a 228 tisíc Američanů, většina z nich už měla bojové zkušenosti. Zpočátku se počítalo s vyloděním armád ve dvou prostorech značně vzdálených od sebe – na západě a na jihovýchodě ostrova. V dubnu byl plán uznán za příliš riskantní, a tak se začala zpracovávat nová varianta, podle níž měly všechny invazní síly zasadit soustředěný úder na jihu Sicílie.

## Obránci
Obranu Sicílie tvořily divize 6. italské armády pod velením generála Alfreda Guzzoniho. Pod italské velení spadala i německá 15. divize pancéřových granátníků a tanková divize „Hermann Göring“, která se sem přesunula po značných ztrátách v severní Africe a reorganizovala se. Počátkem července 1943 generál Guzzoni velel 230 tisícům italských vojáků s různou úrovní výcviku a 28 tisícům německým, jejichž počet se během bojů na Sicílii zvýšil asi na 60 tisíc mužů. Jednotky pobřežní obrany se skládaly ze špatně vyzbrojených a vycvičených vojáků italské 6. armády. Hlavním nedostatkem obranné linie byl nedostatek děl, na 8 kilometrů fronty připadalo jen jedno protitankové dělo. Špatné bylo i zásobování, místo potřebných 8 tisíc tun dostávali Italové a Němci jen asi 2000 tun. Generál Guzzoni si byl vědom nedostatečné obrany Sicílie, ale všechny jeho intervence v Římě byly marné. Posílení svých jednotek se nedočkal. Příprava Spojenců na vylodění byla velmi zjednodušena, protože se podařilo zachytit radiovou depeši polního maršála Kesselringa, ve které byly popsány přesné počty a rozmístění obránců ostrova. Z informací vyplývalo, že Italové a Němci nemají nejmenší ponětí o možných místech výsadků. Americký admirál Chester Nimitz přirovnal Sicílii k prázdnému ořechu. A měl pravdu. Kolem ostrova se vytvořila tenká skořápka pobřežní obrany. Z toho důvodu se Spojenci neobávali, že by se jim nepodařilo probojovat z vyloďovacích pláží a zajistit předmostí. Benito Mussolini přesunul do italských jednotek co nejvíce vojáků, kteří byli sicilského původu. Chtěl tím dosáhnout lepších bojových výsledků, když kalkuloval s tím, že obyvatelé budou bránit svá rodiště a domovy s větší odhodlaností než by tomu bylo u vojáků z pevninské části Itálie. Tito „vojáci“ se naopak houfně vzdávali, aby zabránili plenění a urychlili podepsání míru. Zajímavostí je, že důležitou roli při dobývání Sicílie sehrála sicilská mafie[zdroj?]. Mussolini totiž tvrdil, že v Itálii nemůže vedle sebe existovat fašismus a mafie. Mafiánští bossové z toho důvodu podporovali Spojence a chtěli co nejrychlejší pád fašistického režimu v Itálii. Sicilská Mafie poskytla Spojencům množství map, informace o stavu vozovek, mostů, o zásobovacích trasách, umístění vojenského materiálu atd. Navíc šířila mezi obyvateli letáky, které informovaly o cílech Spojenců a slibovaly mír, slušné zacházení a vůbec lepší život po svržení fašistického režimu. Tím mělo být zabráněno případnému lidovému odporu po vylodění Spojenců. Největším problémem německého a italského vedení byla naprostá nevědoucnost, kde se další spojenecký výsadek uskuteční. Kesselring a Mussolini se domnívali, že místem výsadku bude Sicílie, zatímco Hitler věřil ve vylodění Spojenců na Sardinii a Peloponésu. A tak vojska Osy čekala, odkud přijde další útok.

## Útok na Pantellerii

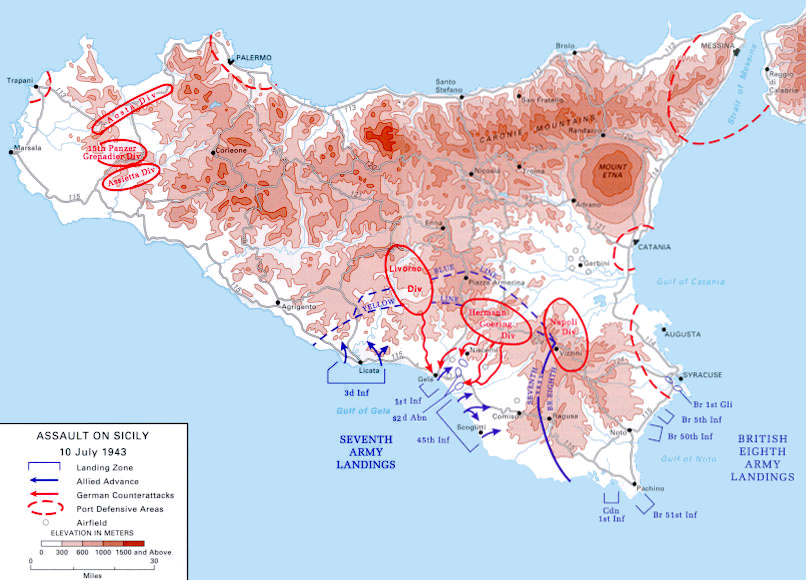
Mapa spojeneckých vylodění na Sicílii 10. července 1943

Před zahájením operace „Husky“ se počítalo s dobytím ostrova Pantelleria uprostřed Sicilského průlivu, aby byla uvolněna cesta k Sicílii a získána další letiště pro stíhací letectvo. Pokud by nedošlo k obsazení Pantallerie Spojenci, hrozilo by reálné nebezpečí, že z těchto pozic by nepřítel mohl zachycovat zásobovací konvoje směřující na Sicílii. O důležitosti ostrova mluví i zájem Itálie o jeho neustálé opevňování. Mussolini dokonce tvrdil, že Pantallerie je italskou Maltou. Situace však byla poněkud jiná. Spojenci si uvědomovali, že dobytí ostrova bude tvrdý oříšek. Kvůli nevhodnému, skalnatému povrchu nebylo možné provést vzdušný výsadek a pobřeží bylo tak zrádné a nepřístupné, že po moři byl možný přístup pouze přes jeden malý přístav, který byl pod dohledem dělostřeleckých baterií. Bylo zřejmé, že úspěch může zajistit jen prudký úder. Mnozí zkušení spojenečtí velitelé od této akce zrazovali, podle nich mohl mít případný neúspěch neblahý vliv na vojska připravující se k sicilskému dobrodružství.	Rozhodující slovo však měli velitel spojeneckého loďstva ve Středomoří admirál Cunningham a vrchní velitel spojeneckých operací ve Středomoří generál Eisenhower. Ti se domnívali, že ostrov lze dobýt s minimálními ztrátami. Plán byl jednoduchý. Několik dní a nocí soustavně bombardovat ostrov a nalomit tak bojového ducha italských obránců a pak jedním mohutným úderem vedeným z moře obsadit ostrov. To se také beze zbytku povedlo. Po několikadenním bombardování, kdy bylo na ostrov svrženo více než 6000 tun bomb různých druhů, byli Italové vyzváni 8. června ke kapitulaci. Velitel posádky, admirál Pavesi, odmítl. Rozhodující útok proběhl 11. června bez jakýchkoli ztrát. Dobytí Pantallerie podle Winstona Churchilla stálo pouze zranění jednoho vojáka, kterého, již na ostrově, pokousala mula.	Po této úspěšné operaci byly rychle obsazeny i další malé ostrovy v Sicilské úžině – Lampedusa, Linosa a Lampione. O bojové morálce italských vojsk v roce 1943 vypovídá skutečnost, že ostrov Lampedusa s osádkou 500 vojáků se vzdal britskému letci, který zde musel nouzově přistát, když mu došlo palivo. Cesta na Sicílii byla volná.

## Začátek Operace „Husky“

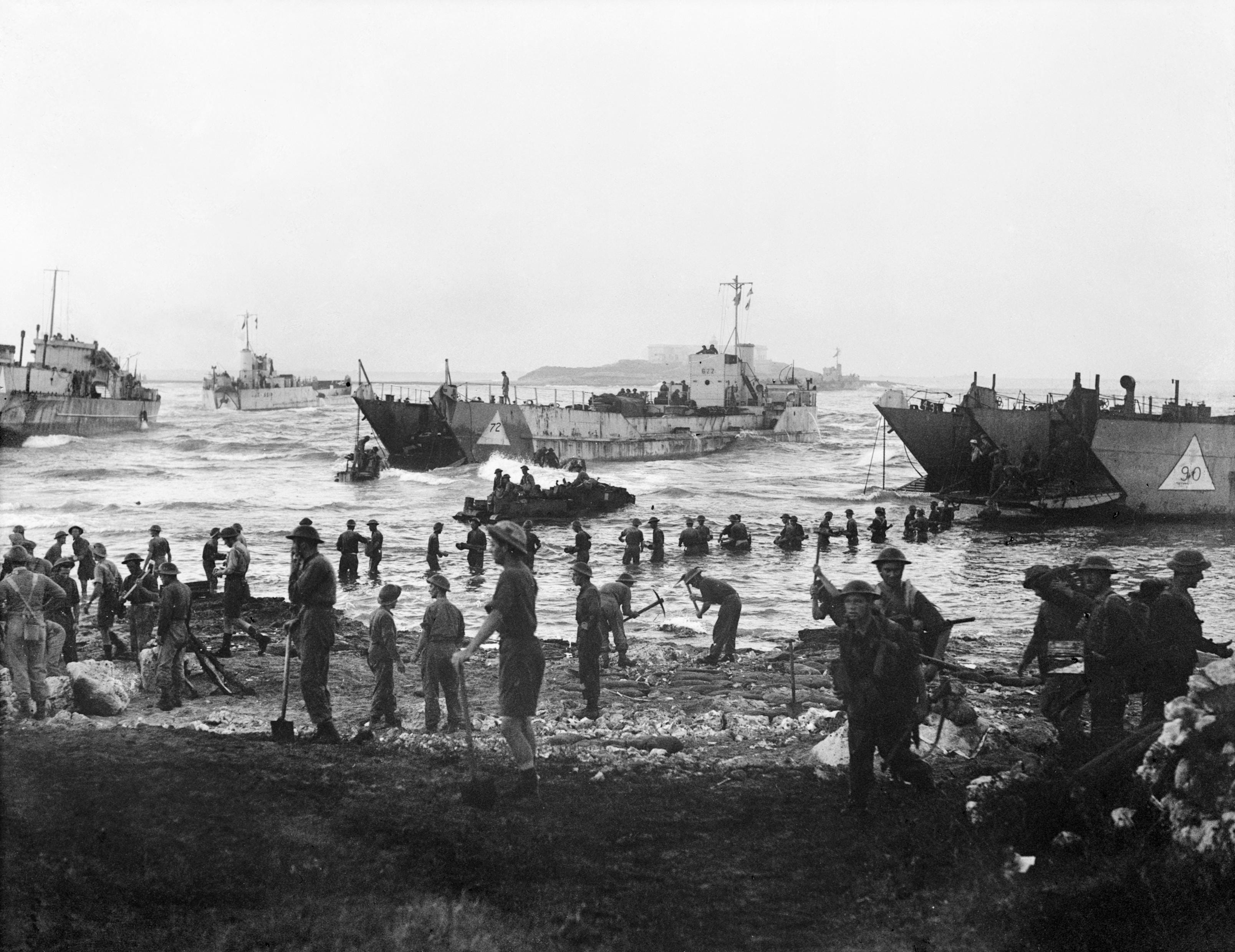
Vylodění britských jednotek na Sicílii 10. července 1943

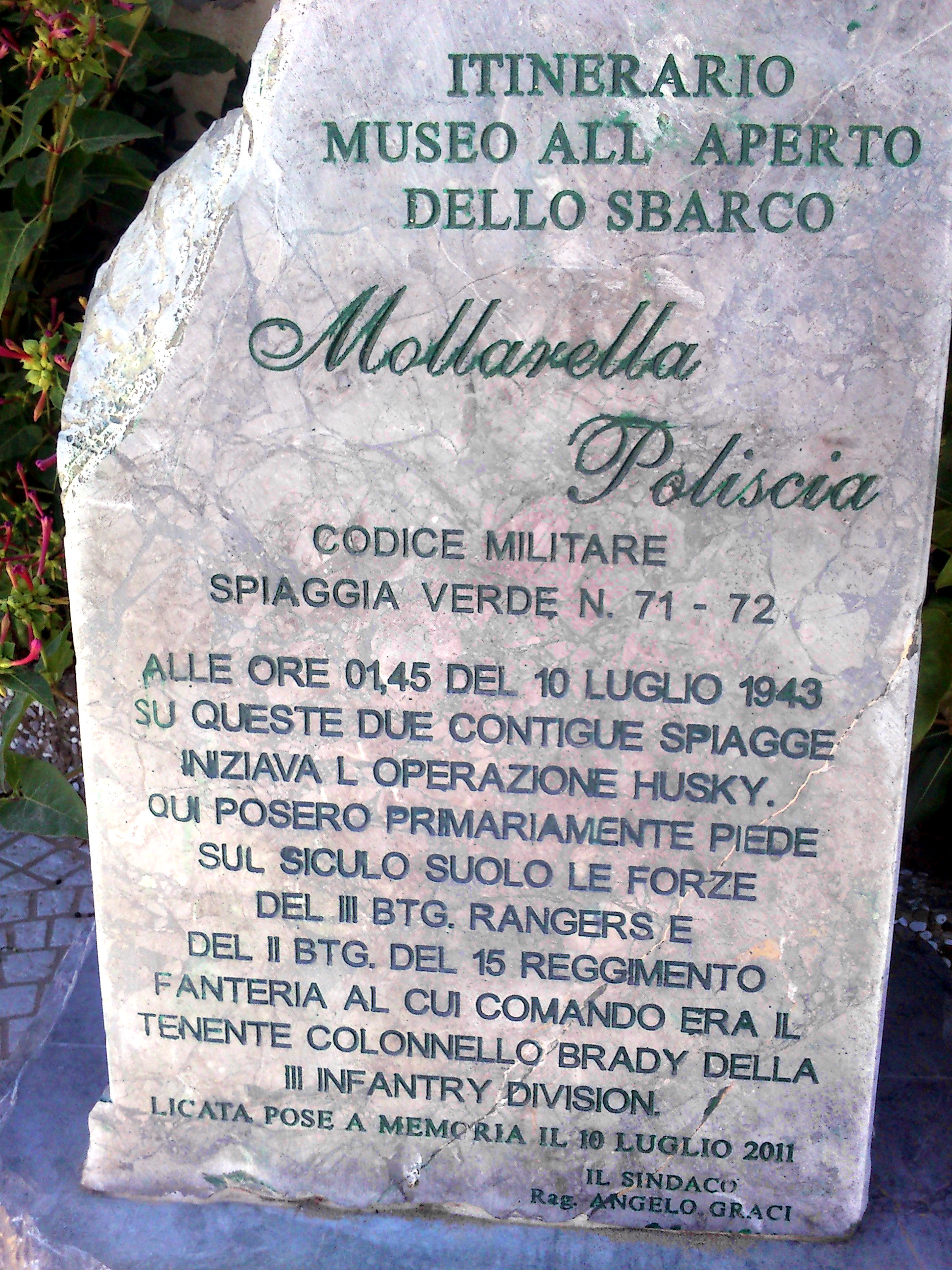

Počátek operace „Husky“ byl stanoven na začátek července. 7. americká armáda pod vedením generála Pattona měla zaútočit na jižní pobřeží, zatímco 8. britská armáda generála Montgomeryho na pobřeží východní. Vrchním velitelem obou armád byl jmenován generál Harold Alexander. V operaci byly nasazeny jak vzdušné, tak i námořní výsadkové jednotky. Vzdušné výsadky začaly přistávat na místech určení v noci z 9. na 10. července, první výsadkové kluzáky dosedly krátce před půlnocí. Kvůli nepřízni počasí některé nedosáhly svých cílů, ale většinou probíhalo vše hladce. Výsadky narazily jen na sporadický odpor. Na pobřeží tomu nebylo jinak. Britské síly se bez problémů vylodily v okolí Syrakus a Nota, zatímco americké síly na jihu ostrova v prostoru měst Gela a Licata Mollarella Poliscia po počátečním hladkém vylodění narazili na silný odpor nepřítele. Hlavním důvodem počátečních úspěchů byla naprostá dezinformace nepřítele. Ten rozmístil své nejlepší svazky v západním výběžku ostrova, kde očekával útok, protože ze severoafrických přístavů byl na západní pobřeží Sicílie nejlepší přístup. Poté, co se nepřátelské velení doslechlo o vylodění Spojenců na jihu a východě Sicílie, urychleně začalo přesouvat své nejlepší jednotky na místa bojů. Nejmobilnější jednotky Osy začaly velmi brzy po výsadku nepříjemně dorážet na stále se vyloďující 1. americkou divizi a hrozilo, že ji smetou zpět do moře. Díky trvalé pomoci vzdušných výsadkových jednotek a lodních děl byl však nepřítel zastaven. 7. americká i britská 8. armáda rychle získaly půdu pod nohama a chystaly se zahájit postup, který v konečném důsledku povede k obsazení ostrova Sicílie, čímž bude získána skvělá strategická oblast, z které bude možno provést útok na pevninskou Itálii.

## Průběh tažení

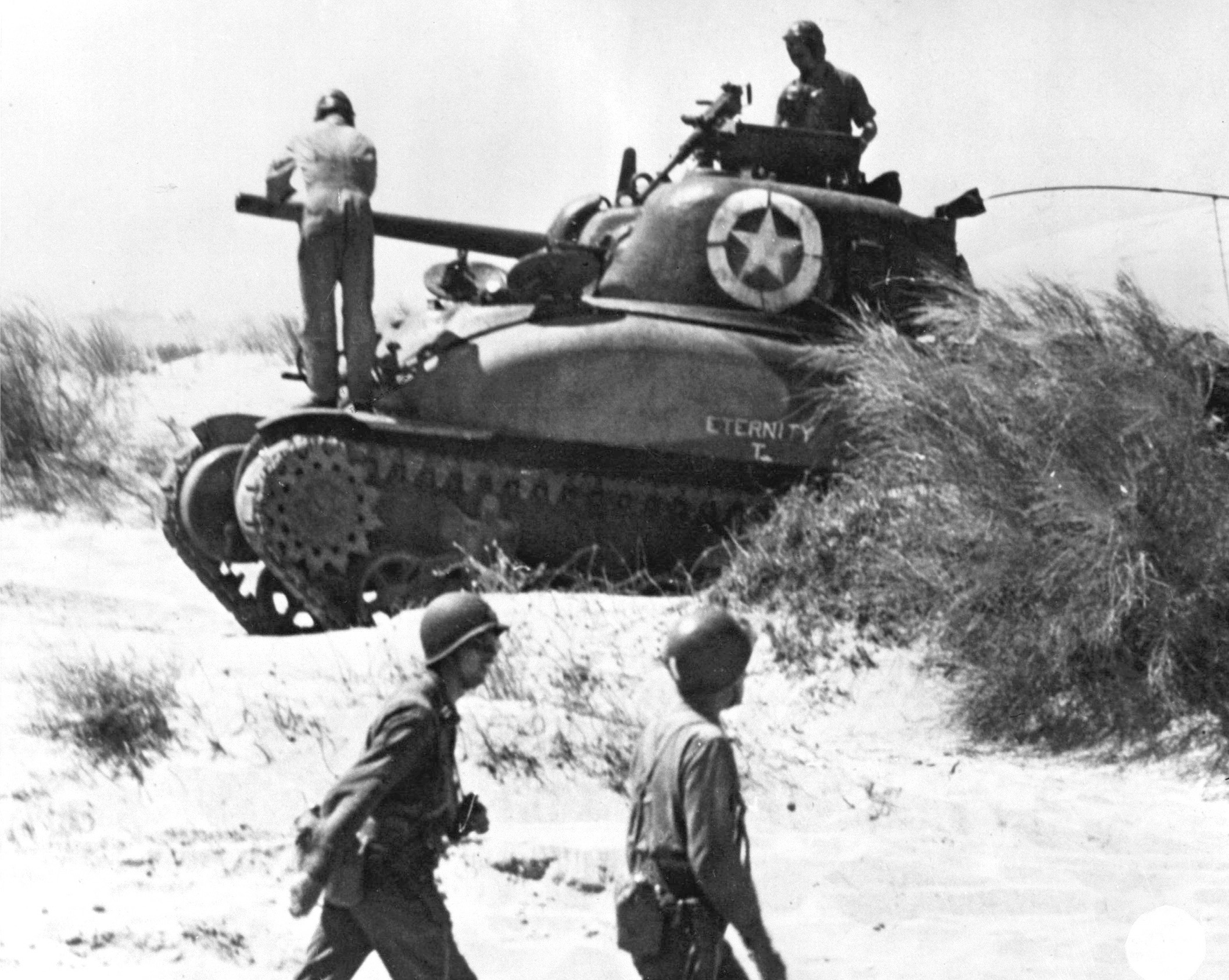
Americká posádka při kontrole tanku po vylodění

Hlavním cílem Spojenců bylo dobytí přístavu Messina v severovýchodním cípu ostrova přímo proti italské pevnině, kterou od Sicílie v těchto místech dělí jen úzký průliv. Obsazení Mesiny bylo důležité zvláště proto, že tudy proudily na Sicílii veškeré zásoby nepřítele. Kdyby Spojenci obsadili Mesinu, stala by se situace italských a německých vojsk na Sicílii zoufalou. To si však velmi dobře uvědomoval i nepřítel a tak své nejlepší jednotky vrhl proti Montgomeryho postupu na východě, protože byl Mesině nejblíže. Montgomeryho 8. armádě bránil v rychlém postupu hlavně terén. Celý severovýchodní výběžek je totiž kryt masivem sopky Etny a postup byl tudíž možný jen podél ramene sopky, obráceného k moři. Poté, co 8. britská armáda bez problémů obsadila přístav Syrakusy, který byl nesmírně důležitý pro spojenecké zásobování, zahájila postup podél pobřeží směrem na Catanii. Odpor nepřítele zesiloval s každým dalším kilometrem postupu.
Postup britské 8. armády byl nakonec zcela zastaven na catanské pláni naproti Etně a vyhlídky na proniknutí nepřátelskou obranou byly mizivé. Montgomerymu nezbývalo nic jiného, než pokusit se obejít Etnu ze západu.
Mezitím americká 7. armáda z jihu rychle postupovala do středu ostrova. Levé křídlo 7. armády po 12 dnech sicilského tažení obsadilo město Palermo. Úspěch Spojenců byl obrovský, po dvou týdnech tažení byla vyčištěna od nepřátelských vojsk téměř celá Sicílie, nepříteli však stále zbýval přístav Mesina. Bojová morálka italských a německých vojsk však byla událostmi posledních týdnů silně podlomena, což umožnilo Pattonovi rychlý postup na východ a pomoc britské 8. armádě. Oběma válečným uskupením Spojenců však stále stála v cestě sopka Etna. Zde umístili Němci své nejlepší pozemní i tankové jednotky. Tady se rychlý postup spojeneckých vojsk velmi zpomalil. Každé postavení nepřítele bylo dobyto jen za cenu naprosté likvidace obrany. Ve chvíli, kdy Němci poznali, že prohráli, urychleně zahájili z Mesiny evakuaci svých vojsk. 17. srpna pronikla do Mesiny americká 3. divize a brzy poté dorazily i některé jednotky britské 8. armády. Ještě téhož dne byly zničeny poslední zbytky nepřátelských vojsk. Jedinou věcí, která byla celé operaci „Husky“ vyčítána, byl příliš pomalý postup spojeneckých vojsk v poslední fázi tažení, který umožnil evakuaci mnoha německých a italských jednotek a hlavně válečného materiálu z Mesiny do Itálie. Na druhou stranu, hlavní cíl operace byl beze zbytku splněn. Spojenci obsadili celou Sicílii a získali tak odrazový můstek pro invazi do pevninské Itálie.

## Bilance

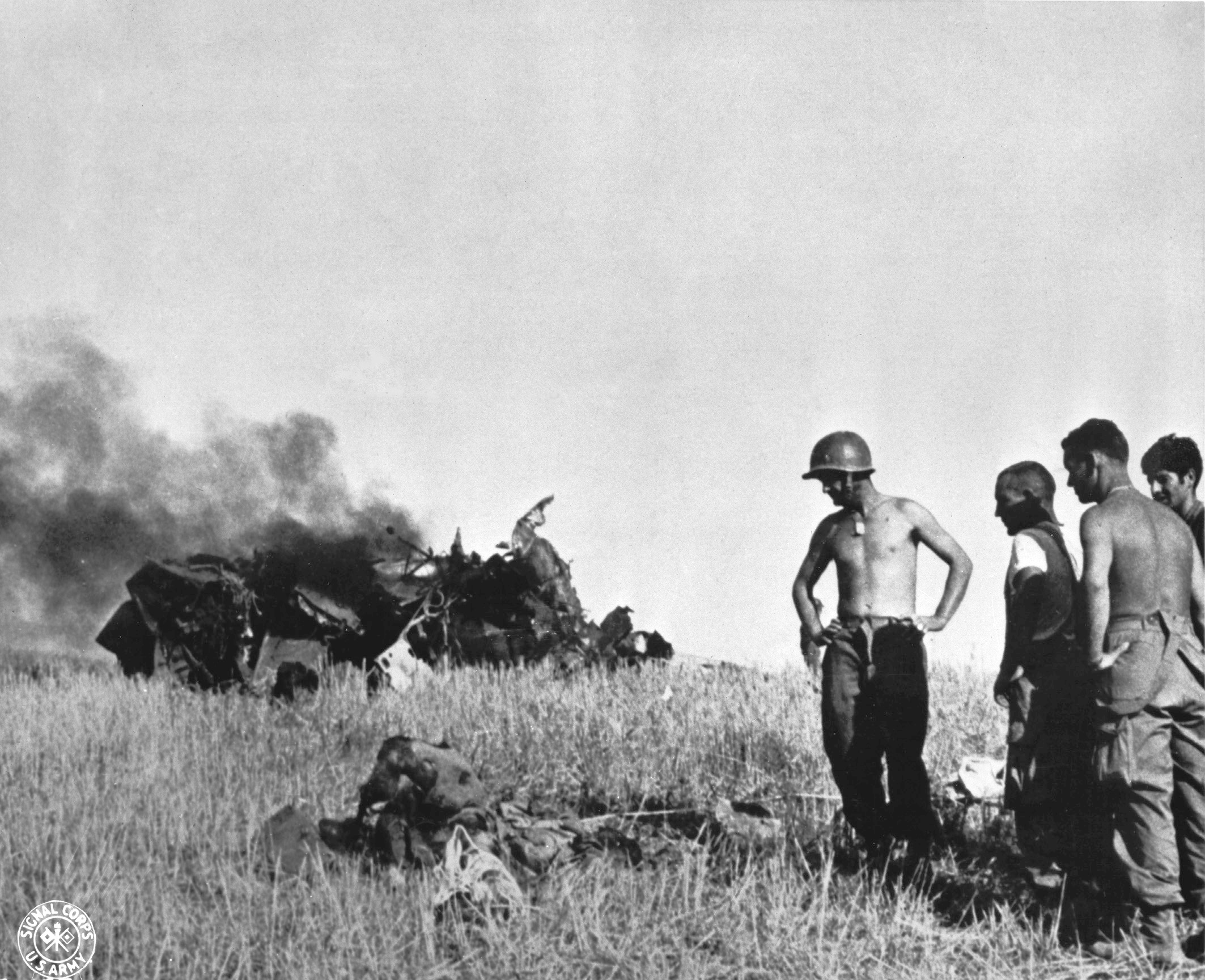
Američtí vojáci pozorují německého mrtvého pilota, v dálce jeho hořící letoun

Celková bilance 38denních bojů na Sicílii je na straně Spojenců 5532 mrtvých, 14 410 zraněných a 2872 nezvěstných. Na německé straně pozdější průzkum došel k závěru, že na Sicílii zahynulo 24 tisíc německých vojáků, 5500 padlo do zajetí a 13 500 raněných bylo evakuováno. Italové měli zabitých a raněných 7 tisíc, 130 000 mužů bylo zajato.

## Dodatky

### Účast slavných osobností
Invaze na Sicilii se v řadách Spojenců účastnil jako pěšák americký herec Lex Barker (budoucí filmový Old Shatterhand), který zde byl raněn. Dále zde byli jako pozorovatelé přítomni válečný fotograf Robert Capa a válečný korenspondent Ernie Pyle. V řadách Osy zde jako příslušník protiletadové jednotky padl Luz Long, olympijský sportovec, soupeř a přítel Jesseeho Owense, černošské hvězdy olympijských her v Berlíně v 1936.